# District de Shekhupura
Le district de Shekhupura ou Sheikhupura (en ourdou : ضِلع شيخُوپُورہ) est une subdivision administrative de la province du Pendjab au Pakistan. Le district a été créé en 1922 et est constitué autour de sa capitale Shekhupura, elle-même distante de près de quarante kilomètres de Lahore, la deuxième ville du pays.
La population du district compte près de 3,5 millions de personnes et est l'un des plus densément peuplés de la province. Les habitants parlent surtout le pendjabi.

## Histoire

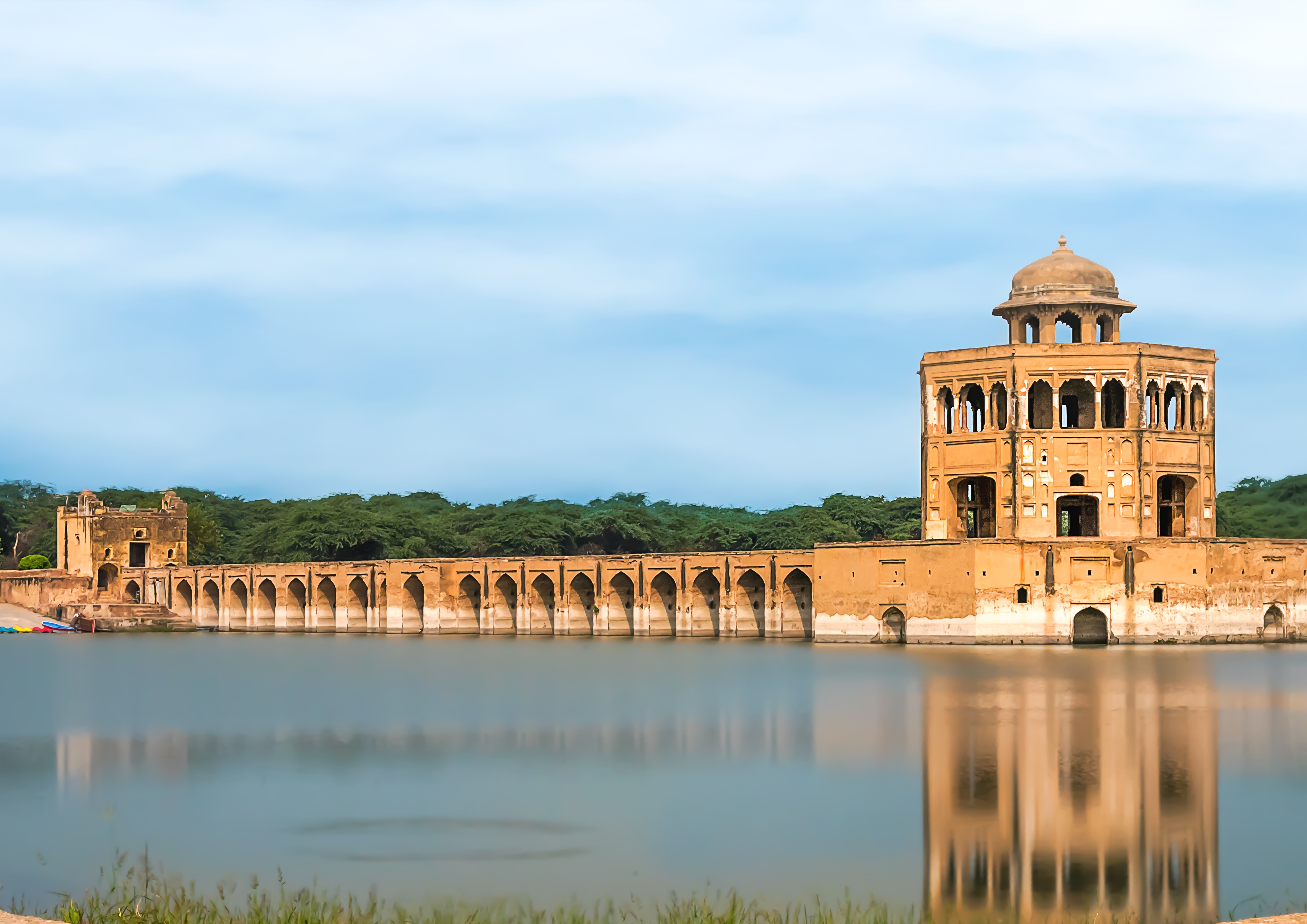
Le Hiran Minar à Shekhupura.

La région de Shekhupura a été sous la domination de diverses puissances au cours de l'histoire, notamment le Sultanat de Delhi puis l'Empire moghol. Le Hiran Minar et le fort de Shekhupura figurent parmi les héritages du passé moghol la région. Elle est intégrée au Raj britannique en 1858 et le district de Shekhupura est créé en 1922.
La population majoritairement musulmane a soutenu la création du Pakistan en 1947. Lors de la partition des Indes qui suit, de nombreux hindous et sikhs quittent la région tandis que des réfugiés musulmans s'y installent.
En mai 2005, le district a perdu près de la moitié de sa superficie avec la création du district de Nankana Sahib, passant de 5 960 kilomètres carrés à 3 030.

## Démographie
Lors du recensement de 1998, la population du tehsil correspondant au futur district a été évaluée à 2 276 164 personnes, dont environ 31 % d'urbains.
Le recensement mené en 2017 pointe une population de 3 460 426 habitants, soit une croissance annuelle de 2,22 % depuis 1998, supérieure à la moyenne provinciale de 2,13 % mais inférieure à la moyenne nationale de 2,4 %. Le taux d'urbanisation monte à 35 %.
Près de 98 % des habitants du district sont des Pendjabis parlant le pendjabi. On compte toutefois une petite minorité parlant ourdou. Les minorités religieuses sont constituées d' Hindous, 1,5 % de la population (1998), et les Chrétiens, 0,7 %(1998).

## Administration

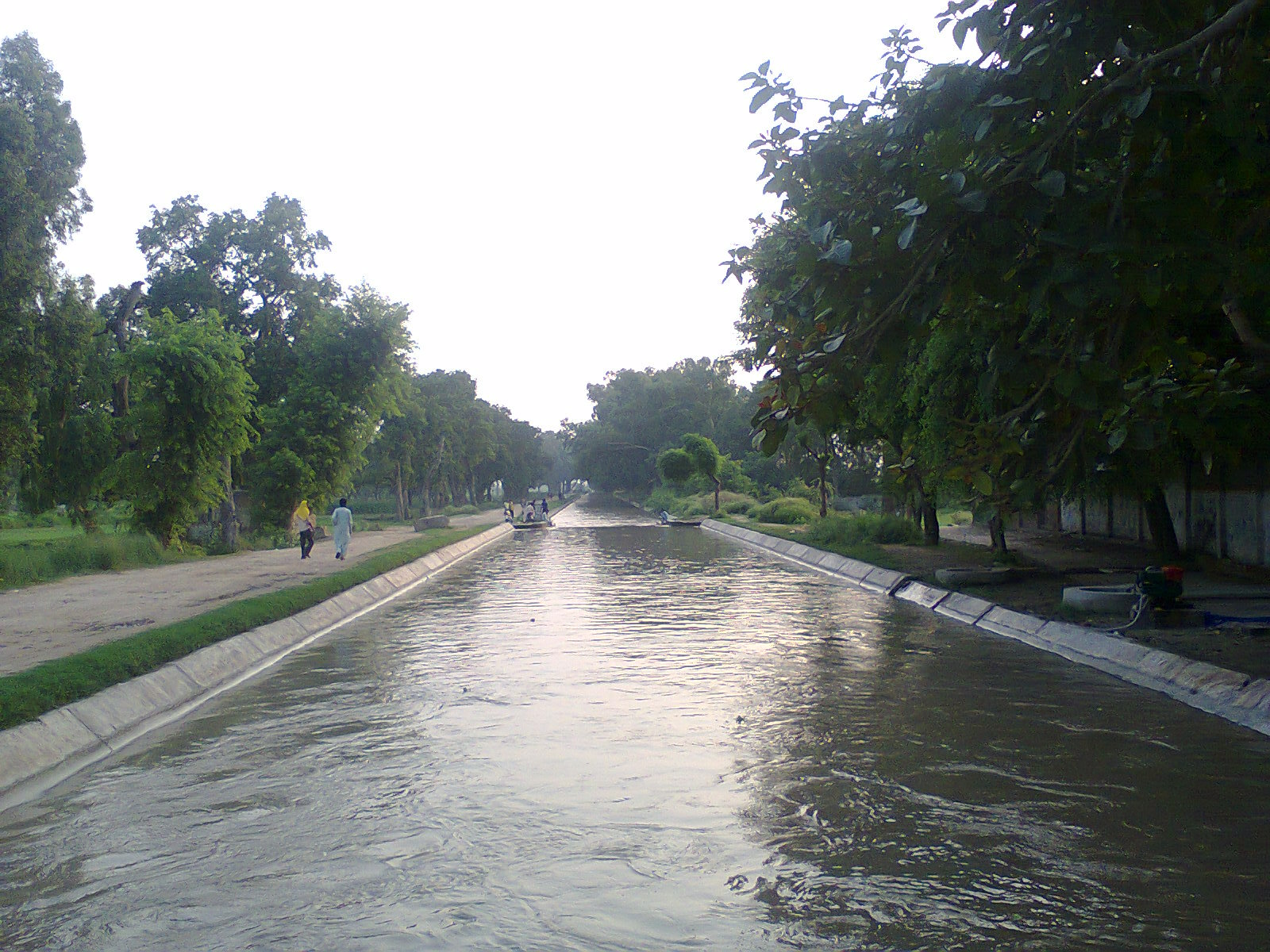
Canal dans le tehsil de Safdarabad.

Le district est divisé en cinq tehsils ainsi que 99 Union Councils.
| Tehsil     | Population (rec. 2017) |
| ---------- | ---------------------- |
| Ferozwala  | 795 498                |
| Muridke    | 639 784                |
| Safdarabad | 272 500                |
| Sharak Pur | 197 220                |
| Shekhupura | 1 555 424              |

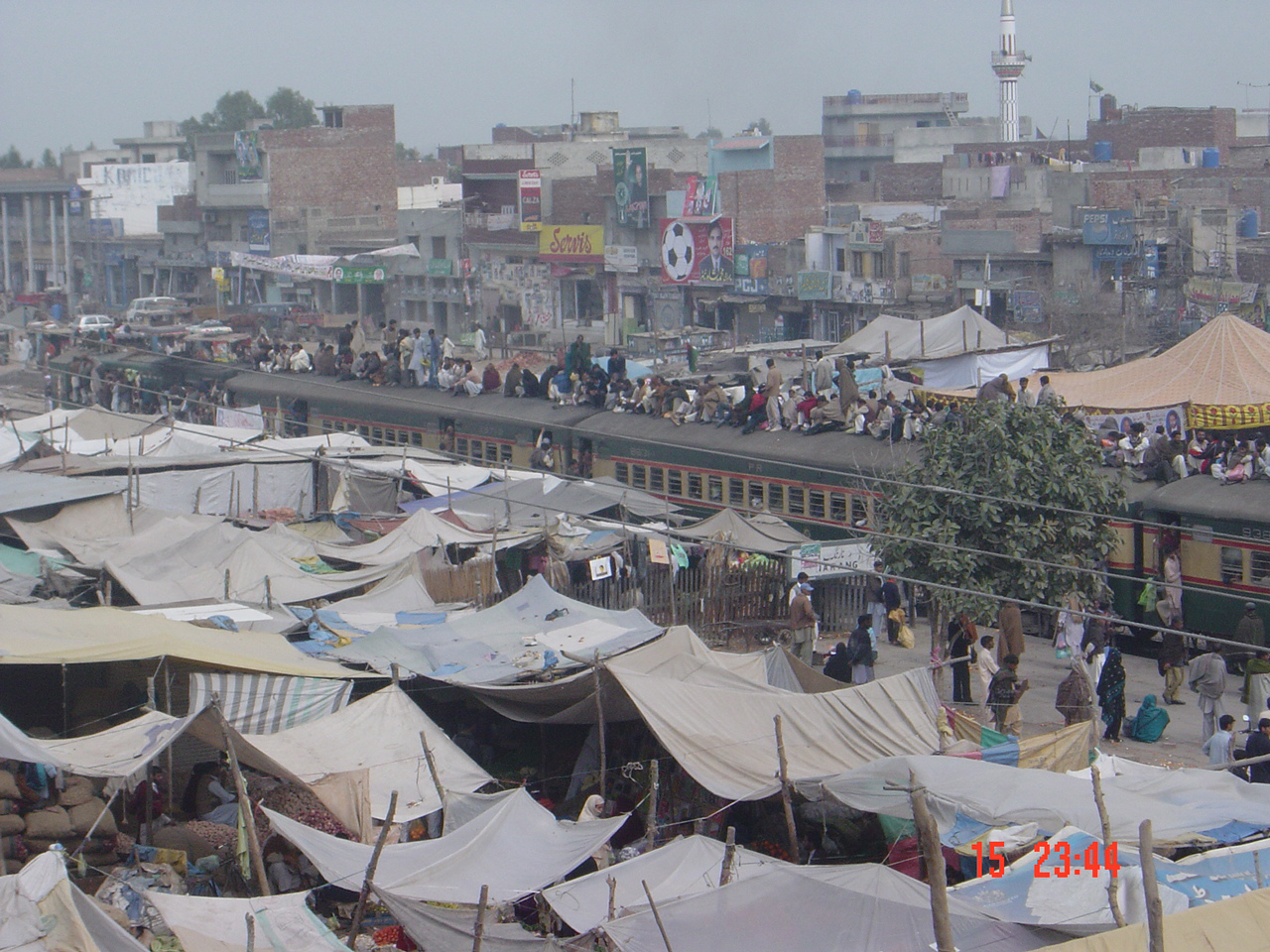
La ville de Narang.

Cinq villes du district dépassent les 20 000 habitants. La plus importante est de loin la capitale Shekhupura. Elle rassemble près de 14 % de la population totale du district et 39 % de sa population urbaine.
| Ville      | Population (rec. 2017) |
| ---------- | ---------------------- |
| Shekhupura | 473 129                |
| Muridke    | 166 652                |
| Ferozewala | 141 405                |
| Farooqabad | 77 706                 |
| Narang     | 45 848                 |

## Économie et éducation

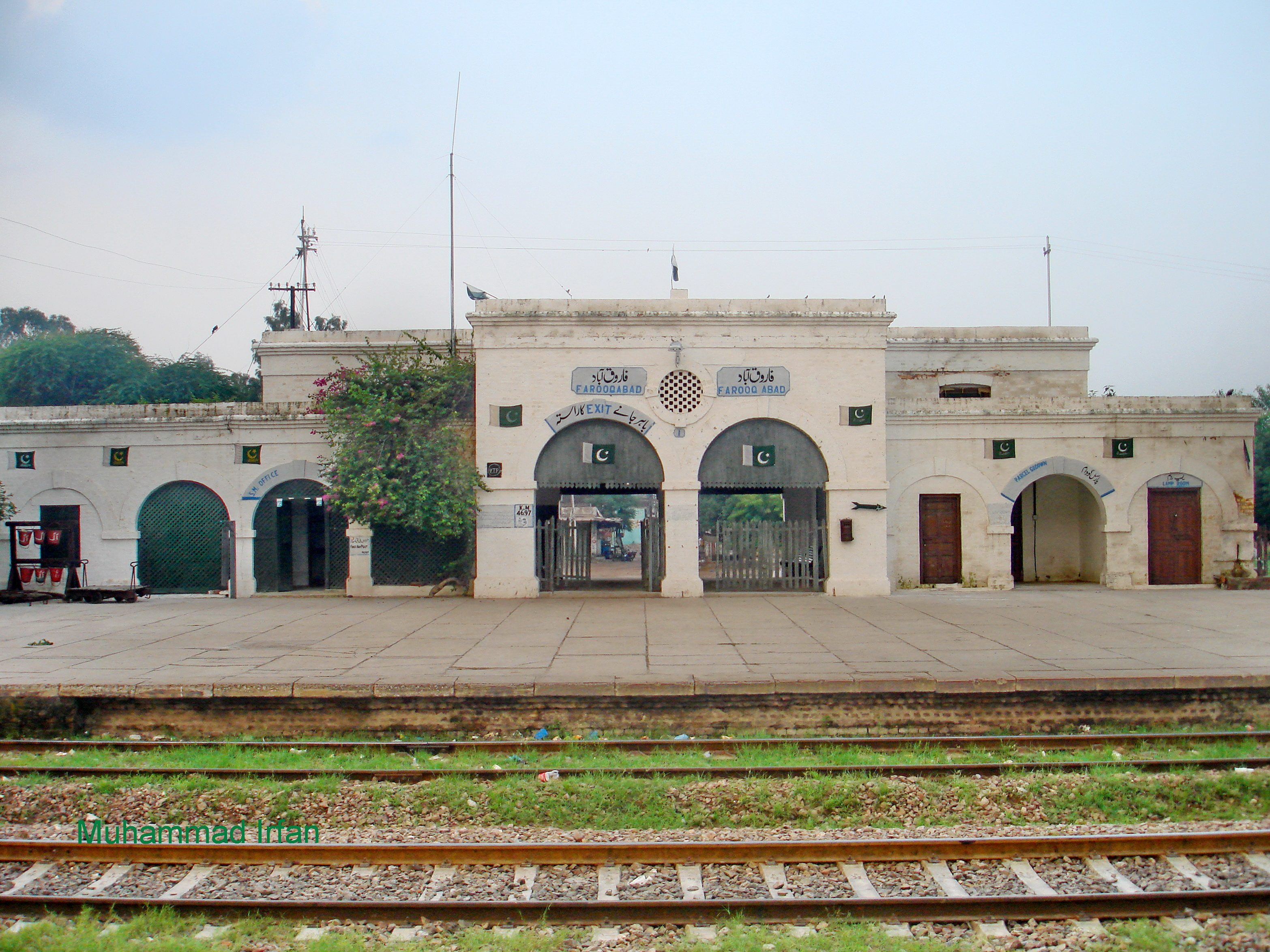
La gare de Farooqabad.

Le district de Shekhupura est surtout rural mais relativement développé, profitant de sa proximité avec Lahore, la deuxième plus grande ville du pays. La population vit surtout de l’agriculture et l’élevage. Le district est desservi par le train sur la ligne de chemin de fer entre Lahore et Sangla Hill ainsi que par l'autoroute M-2 qui relie Lahore à Pindi Bhattian.
Selon un classement national sur la qualité de l'éducation, le district se trouve parmi les mieux noté du pays, avec une note de 74 sur 100 et une égalité entre filles et garçons de 94 %. Il est classé 4e sur 141 districts au niveau des résultats scolaires et 30e sur 155 au niveau de la qualité des infrastructures des établissements du primaire.

## Politique
À la suite du redécoupage électoral de 2018, le district est représenté par les quatre circonscriptions no 119 à 122 à l'Assemblée nationale ainsi que les neuf circonscriptions no 135 à 143 de l'Assemblée provinciale. Lors des élections législatives de 2018, les deux circonscriptions sont remportées par huit candidats de la Ligue musulmane du Pakistan (N) et cinq du Mouvement du Pakistan pour la justice.
| Parti                                       | Voix (national) | %       | Élus nationaux | Élus provinciaux |
| ------------------------------------------- | --------------- | ------- | -------------- | ---------------- |
| Ligue musulmane du Pakistan (N)             | 391 616         | 41,18 % | 3              | 5                |
| Mouvement du Pakistan pour la justice       | 321 059         | 33,76 % | 1              | 4                |
| Tehreek-e-Labbaik Pakistan                  | 112 606         | 11,84 % | 0              | 0                |
| Parti du peuple pakistanais                 | 26 772          | 2,82 %  | 0              | 0                |
| Autres partis                               | 13 063          | 1,37 %  | 0              | 0                |
| Indépendants                                | 85 468          | 8,99 %  | 0              | 0                |
| Total exprimés (participation : 57,3 %)     | 950 936         | 100 %   | 4              | 9                |
| Source : Commission électorale du Pakistan, |                 |         |                |                  |

## Note
1. 1 2  (en) Brief History of sheikhupura sur sheikhupura.dc.lhc.gov.pk
2. ↑  (en) Sheikhupura sur citypopulation.de
3. 1 2  (en) Provisional province wise population by sex and rural/urban - Census - 2017 Pakistan sur pbscensus.gov.pk.
4. ↑  (en) District Census Report of Lahore 1998 sur DSpace Repository
5. ↑  (en) Sheikhupura District UC List, MNA MPA Seats sur politicpk.com
6. ↑  (en) Sheikhupura summary, sur pbscensus.gov.pk. Consulté le 29 décembre 2018
7. ↑  (en) Sheikhupura Blockise, pbscensus.gov.pk. Consulté le 29 décembre 2018
8. ↑  (en) Pakistan District Education Rankings 2017 sur elections.alifailaan.pk
9. ↑  (en) NA-119 (Shekhupura 1) sur le site de la Commission électorale du Pakistan.
10. ↑  (en) NA-120 (Shekhupura 2) sur le site de la Commission électorale du Pakistan.
11. ↑  (en) NA-121 (Shekhupura 3) sur le site de la Commission électorale du Pakistan.
12. ↑  (en) NA-122 (Shekhupura 4) sur le site de la Commission électorale du Pakistan.